# Wolfsfront
Wolfsfront ist eine deutsche Rechtsrock-Band aus dem Saarland. Sie ist dem Hammerskin-Netzwerk zuzurechnen.

## Bandgeschichte
Wolfsfront gründete sich 2011 um den Neonazi Robert K., ehemaliger Schlagzeuger der Band Aggressor und Mitglied des in Deutschland verbotenen Hammerskin-Netzwerks. Die Band veröffentlichte bereits 2012 ein Demo mit vier Liedern, das über das rechtsextreme Musiklabel Wewelsburg-Records aus Bielefeld vertrieben wurde. Die Band spielt häufig live, vor allem im benachbarten Ausland. 2012 spielte Wolfsfront ein Konzert auf dem „Hammerfest“ im französischen Toul vor mehr als 1200 Besuchern, davon zwei Drittel aus Deutschland. Es handelte sich dabei um eines der größten rechtsextremen Konzerte des Jahres 2012. Das Konzert machte die Band in der europäischen Szene bekannt, auch saarländische Medien berichteten über den Vorfall und warnten vor den Umtrieben der frisch gegründeten Band.
Die Gruppe unterhielt zunächst einen Proberaum in Saarbrücken-Rußhütte, der gleichzeitig auch als Versammlungsort für Mitglieder rechtsextremer Kameradschaften und Angehörige des Hammerskin-Netzwerkes diente. Nachdem die Antifa mit einem Flugblatt Anwohner und den Vermieter informierte, wurde der Gruppe der Proberaum fristlos gekündigt. Die Band und das Clubheim zogen daraufhin nach Altenwald um, doch auch diese Immobilie hatte nicht lange Bestand, da die Stadt Saarbrücken von ihrem Vorkaufsrecht Gebrauch machte und den Mietvertrag kündigte.
2015 beteiligte sich die Band an einem Sampler zum Tag der deutschen Zukunft am 6. Juni 2015 im brandenburgischen Neuruppin. Der vom Szenelabel PC Records herausgegebene Sampler wurde von der Bundesprüfstelle für jugendgefährdende Medien (BPjM) indiziert. Insbesondere der Titel Fight Against ZOG diente auf Grund seines antisemitischen Inhalts als Indizierungsgrundlage. 2016 erschien mit Viel Feind, viel Ehr über das Rechtsrock-Label Opos Records das erste Album von Wolfsfront. Dieses wurde im Juni 2016 von der BPjM indiziert.

## Diskografie
- 2012: Demo (CD-r, EP)
- 2016: Viel Feind, viel Ehr (Opos Records, indiziert[9])